# Bukit Nanas (station)
 (février 2024).
Si vous disposez d'ouvrages ou d'articles de référence ou si vous connaissez des sites web de qualité traitant du thème abordé ici, merci de compléter l'article en donnant les références utiles à sa vérifiabilité et en les liant à la section « Notes et références ».
Pour les articles homonymes, voir Bukit Nanas.
Bukit Nanas est une station du monorail de Kuala Lumpur. Cette station s'appelait à l'origine P. Ramlee Station, du nom de la défunte superstar P. Ramlee.